# Yngve Rosén

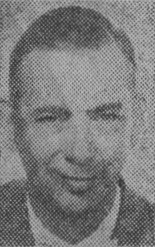
Yngve Rosén

Yngve Gunnar Rosén, född 30 september 1911 i Kalmar, död 16 maj 1979 i Stockholm, var en svensk arkitekt.
Rosén, som var son till direktör Gustaf Rosén, avlade studentexamen i Kalmar 1930 och utexaminerades från Kungliga Tekniska högskolan 1936. Han företog studieresor till ett flertal länder i Europa och USA. Han anställdes vid Svenska mejeriernas riksförenings arkitektkontor och var chef för detta från 1958 till pensioneringen. Han hade internationella uppdrag för Förenta nationerna, var ordförande i Svenska mejeriernas riksförenings kamratfond och styrelseledamot i Wedholms AB. 
Rosén ritade de flesta mejeribyggnaderna i Sverige samt mejerianläggningar i samarbete med lokala arkitekter i bland annat Luxemburg, Lissabon, Lusaka, Neapel, Island, Iran, Grekland, Nya Zeeland, Israel och Rom. Tillsammans med Harry Syre Hall och Helge Blombergsson skrev han Milk Plant Layout (FAO, 1963).
Yngve Rosén är begravd på Bromma kyrkogård.